# Talorchestia mindorensis
Talorchestia mindorensis is een vlokreeftensoort uit de familie van de Talitridae. De wetenschappelijke naam van de soort is voor het eerst geldig gepubliceerd in 1970 door Oleröd.